# Persone di cognome Harvey
| Questa pagina contiene informazioni ricavate automaticamente dalle voci biografiche con l'ausilio del template Bio e di un bot. L'aggiornamento è periodico e automatico e ricostruisce completamente la pagina. Se manca una persona in questa lista, sei pregato di non aggiungerla, ma accertati piuttosto che la sua voce biografica contenga il template Bio e che i dati anagrafici siano correttamente compilati. Se il template Bio manca, inseriscilo tu stesso o, in alternativa, metti l'avviso {{tmp\|Bio}} che ne segnala la mancanza. Se i dati riportati sono sbagliati, correggi direttamente la voce biografica; le modifiche saranno visibili in questa lista entro pochi giorni. Per chiarimenti vedi il progetto antroponimi. La lista contiene solo le 76 persone che sono citate nell'enciclopedia e per le quali è stato implementato correttamente il template Bio. Pagina aggiornata al 8 apr 2025. |

Questa è una lista di persone presenti nell'enciclopedia che hanno il cognome Harvey, suddivise per attività principale.

## Allenatori di calcio(2)
- Bill Harvey, allenatore di calcio e calciatore inglese (Grimsby, n. 1920 - Grimsby, † 2002)
- Brian Harvey, allenatore di calcio e ex calciatore inglese (Liverpool, n. 1947)

## Allenatrici di calcio(1)
- Laura Harvey, allenatrice di calcio e ex calciatrice britannica (Nuneaton, n. 1980)

## Aracnologi(1)
- Mark Stephen Harvey, aracnologo australiano (n. 1959)

## Arbitri di baseball(1)
- Doug Harvey, arbitro di baseball statunitense (South Gate, n. 1930 - Visalia, † 2018)

## Arbitri di calcio(1)
- Rob Harvey, arbitro di calcio irlandese (Dublino, n. 1988)

## Astisti(1)
- Tye Harvey, ex astista statunitense (Sonora, n. 1974)

## Atleti paralimpici(1)
- Brian Harvey, atleta paralimpico australiano (Rockhampton, n. 1965)

## Attori(8)
- Don C. Harvey, attore statunitense (Council Grove, n. 1911 - Los Angeles, † 1963)
- Grant Harvey, attore statunitense (Hawthorne, n. 1984)
- Harry Harvey, attore statunitense (Indian Territory, n. 1901 - Sylmar, † 1985)
- Jack Harvey, attore, regista e sceneggiatore statunitense (Cleveland, n. 1881 - Los Angeles, † 1954)
- Laurence Harvey, attore e regista britannico (Joniškis, n. 1928 - New York, † 1973)
- Laurence R. Harvey, attore britannico (Wigan, n. 1970)
- Lew Harvey, attore statunitense (New York, n. 1887 - Los Angeles, † 1953)
- Rodney Harvey, attore statunitense (Filadelfia, n. 1967 - Los Angeles, † 1998)

## Attrici(1)
- Lilian Harvey, attrice e cantante britannica (Hornsey, n. 1906 - Juan-les-Pins, † 1968)

## Botanici(1)
- William Henry Harvey, botanico e medico irlandese (Summerville, n. 1811 - Torquay, † 1866)

## Cacciatrici di taglie(1)
- Domino Harvey, cacciatrice di taglie britannica (Londra, n. 1969 - Hollywood, † 2005)

## Calciatori(10)
- Alf Harvey, calciatore inglese (n. 1854 - † 1935)
- Allan Harvey, ex calciatore inglese (Barnsley, n. 1942)
- Colin Harvey, ex calciatore e allenatore di calcio inglese (Liverpool, n. 1944)
- David Harvey, ex calciatore scozzese (Leeds, n. 1948)
- Jalen Harvey, calciatore bermudiano (Hamilton, n. 1993)
- Jordan Harvey, ex calciatore statunitense (Mission Viejo, n. 1984)
- Joe Harvey, calciatore e allenatore di calcio inglese (Edlington, n. 1918 - Newcastle upon Tyne, † 1989)
- Lawrence Harvey, ex calciatore britannico (n. 1973)
- Martin Harvey, calciatore e allenatore di calcio nordirlandese (Belfast, n. 1941 - † 2019)
- Neil Harvey, ex calciatore barbadiano (Londra, n. 1983)

## Calciatrici(1)
- Aryana Harvey, calciatrice statunitense (Long Beach, n. 1997)

## Cantautrici(1)
- PJ Harvey, cantautrice, compositrice e polistrumentista britannica (Yeovil, n. 1969)

## Cardinali(1)
- James Michael Harvey, cardinale e arcivescovo cattolico statunitense (Milwaukee, n. 1949)

## Cestisti(5)
- Antonio Harvey, ex cestista statunitense (Pascagoula, n. 1970)
- Donnell Harvey, ex cestista statunitense (Shellman, n. 1980)
- James Harvey, ex cestista australiano (Perth, n. 1979)
- Shawn Harvey, ex cestista statunitense (Filadelfia, n. 1973)
- Tyler Harvey, cestista statunitense (Torrance, n. 1993)

## Cicliste su strada(1)
- Mikayla Harvey, ciclista su strada neozelandese (n. 1998)

## Ciclisti su strada(1)
- Pierre Harvey, ex ciclista su strada e ex fondista canadese (Rimouski, n. 1957)

## Compositori(1)
- Jonathan Harvey, compositore britannico (Sutton Coldfield, n. 1939 - Lewes, † 2012)

## Conduttori televisivi(1)
- Steve Harvey, conduttore televisivo, produttore televisivo e conduttore radiofonico statunitense (Welch, n. 1957)

## Contrabbassisti(1)
- Bob Harvey, contrabbassista statunitense (Burley, n. 1934 - Lancaster, † 2025)

## Drammaturghi(1)
- Jonathan Harvey, drammaturgo, librettista e sceneggiatore britannico (Liverpool, n. 1968)

## Fondisti(1)
- Alex Harvey, ex fondista canadese (Saint-Ferréol, n. 1988)

## Fotografi(1)
- David Alan Harvey, fotografo statunitense (San Francisco, n. 1944)

## Geografi(1)
- David Harvey, geografo, antropologo e sociologo britannico (Gillingham, n. 1935)

## Giocatori di baseball(1)
- Matt Harvey, ex giocatore di baseball statunitense (New London, n. 1989)

## Giocatori di football americano(1)
- Ken Harvey, ex giocatore di football americano statunitense (Austin, n. 1965)

## Golfiste(1)
- Florence Harvey, golfista e atleta canadese (Hamilton, n. 1878 - Ontario, † 1968)

## Hockeisti su ghiaccio(1)
- Doug Harvey, hockeista su ghiaccio canadese (Montréal, n. 1924 - Montréal, † 1989)

## Inventori(1)
- Hayward Augustus Harvey, inventore e imprenditore statunitense (Jamestown, n. 1824 - Orange, † 1893)

## Medici(1)
- William Harvey, medico inglese (Folkestone, n. 1578 - Roehampton, † 1657)

## Militari(1)
- Francis Harvey, militare britannico (Upper Sydenham, n. 1873 - Battaglia dello Jutland, † 1916)

## Musicisti(2)
- Alex Harvey, musicista e cantante scozzese (Glasgow, n. 1935 - Zeebrugge, † 1982)
- Mick Harvey, musicista, compositore e arrangiatore australiano (Rochester, n. 1958)

## Nuotatrici(1)
- Mary-Sophie Harvey, nuotatrice canadese (Laval, n. 1999)

## Patologi(1)
- Thomas Stoltz Harvey, patologo statunitense (Louisville, n. 1912 - Titusville, † 2007)

## Politici(1)
- Louis Powell Harvey, politico statunitense (East Haddam, n. 1820 - Savannah, † 1862)

## Pugili(2)
- Len Harvey, pugile inglese (Stoke Climsland, n. 1907 - † 1976)
- Benny Lynch, pugile scozzese (Glasgow, Gorbals, n. 1913 - † 1946)

## Rapper(1)
- Kyle, rapper e attore statunitense (Los Angeles, n. 1993)

## Registi(3)
- Anthony Harvey, regista e montatore britannico (Londra, n. 1931 - Water Mill, † 2017)
- Harry Harvey, regista e attore statunitense (New York, n. 1873 - Los Angeles, † 1929)
- Herk Harvey, regista, attore e regista statunitense (Windsor, n. 1924 - Lawrence, † 1996)

## Rugbiste a 15(1)
- Magali Harvey, rugbista a 15 e allenatrice di rugby a 15 canadese (Québec, n. 1990)

## Rugbisti a 15(2)
- Brett Harvey, ex rugbista a 15 neozelandese (Palmerston North, n. 1959)
- David Harvey, rugbista a 15 australiano (Brisbane, n. 1982)

## Schermitrici(1)
- Eleanor Harvey, schermitrice canadese (Hamilton, n. 1995)

## Sciatrici nordiche(1)
- Antje Harvey, ex sciatrice nordica tedesca (Magdeburgo, n. 1967)

## Scrittori(2)
- Gabriel Harvey, scrittore inglese
- John Harvey, scrittore inglese (Londra, n. 1938)

## Scrittrici(1)
- Samantha Harvey, scrittrice britannica (Kent, n. 1975)

## Supercentenarie(1)
- Margaret Ann Neve, supercentenaria britannica (St. Peter Port, n. 1792 - Guernsey, † 1903)

## Taekwondoka(1)
- Michael Harvey, taekwondoka britannico (Manchester, n. 1989)

## Velocisti(1)
- Jak Ali Harvey, velocista giamaicano (Hanover, n. 1989)

## Senza attività specificata(1)
- Cynthia Harvey, ex ballerina, coreografa e direttrice artistica statunitense (San Rafael, n. 1957)